# アルタイ空港 (中国)
アルタイ空港（アルタイくうこう）は中華人民共和国新疆ウイグル自治区イリ・カザフ自治州アルタイ地区アルタイ市に位置する空港。アルタイ市中心から10km離れている。

## 就航航空会社と就航路線
- 中国南方航空 - ウルムチ
- 天津航空 - ウルムチ[3]
- 幸福航空 - カラマイ